# 15-cm-schwere Feldhaubitze 02

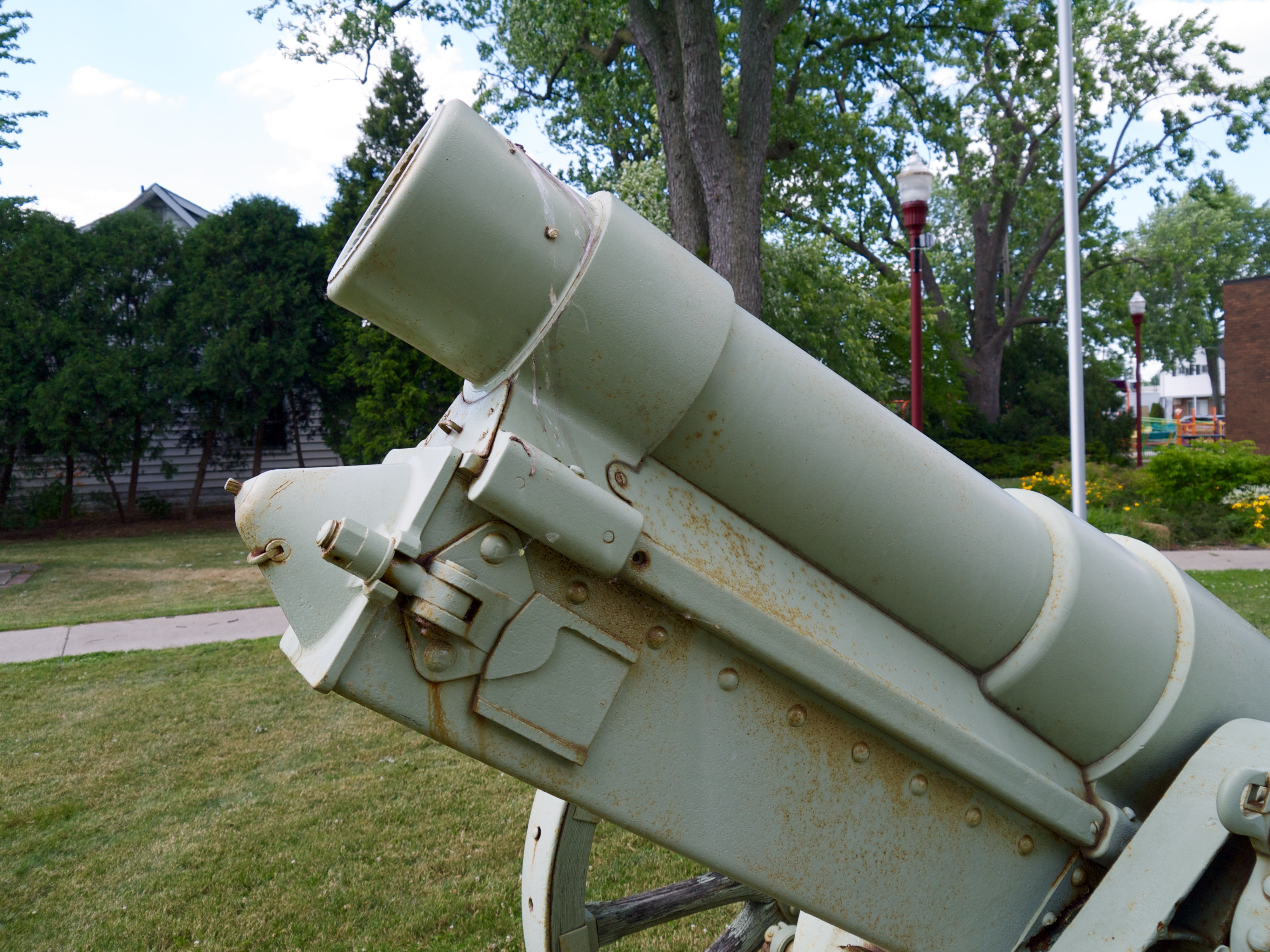
Mündung und Frontstück der 15-cm-schwere Feldhaubitze 02

Die schwere Feldhaubitze 02 (kurz: sFH 02) mit einem Kaliber von 15 cm war ein 1902 bei den deutschen Armeen zur Einführung befohlenes Geschütz, das bis zum Ende des Ersten Weltkrieges im Truppengebrauch blieb.

## Geschichte
Ende des 19. Jahrhunderts kam die Forderung der Artillerie-Prüfungskommission auf, die 15-cm-schwere Feldhaubitze durch ein Geschütz gleichen Kalibers mit Rohrrücklauf und einer Schussweite von mindestens 7000 m zu ersetzen. Die daraufhin von Krupp gefertigte 15-cm-Versuchshaubitze 99 befriedigte zwar vollständig in ihren Schießleistungen, war indessen nach den damaligen Vorstellungen zu schwer. Durch Einlegen des Rohres in eine neue leichter konstruierte Lafette konnte schließlich das Gesamtgewicht um 200 kg gesenkt werden und lag damit unter dem des Vorgängermodells. Daher wurde das Geschütz mit der Bezeichnung „schwere Feldhaubitze 02“ zur Einführung befohlen und lief ab 1903 der Truppe zu.
Bei Ausbruch des Ersten Weltkrieges waren 840 sFH 02 in Deutschland vorhanden (diese Zahl wird häufig auch als Gesamtstückzahl der produzierten Geschütze angenommen). Das Nachfolgemodell, die 15-cm-schwere Feldhaubitze 13, befand sich zwar bereits in Produktion, war indessen noch nicht an die Truppe ausgeliefert. Von diesen 840 Stück befanden sich 416 Stück, also die Ausrüstung für 26 Bataillone zu 4 Batterien zu 4 Geschützen, bei den 25 aktiven Armeekorps und dem Garde-Reserve-Korps. Weitere 400 Stück waren als Ausrüstung für 25 Reserve-Fußartillerie-Bataillone in den diversen Festungen des Deutschen Reiches verteilt. Die restlichen 24 Stück waren „Geräte-Nachschub des Feldheeres“, also Reserven als Ersatz für kriegsbedingte Ausfälle.
Eine aktive Batterie schwerer Feldhaubitzen umfasste 1914 neben 4 sechsspännig gefahrenen Geschützen 8 Munitions- und einen Vorratswagen (alle sechsspännig), 3 vierspännige Fahrzeuge (ein Beobachtungs-, ein Schmiede- und ein Futterwagen) und einen Lebensmittel- und einen Packwagen (beide zweispännig): Sollstärke 6 Offiziere, 224 Unteroffiziere und Mannschaften, 20 Reit- und 102 schwere Zugpferde. Hinzu kam für jedes Bataillon eine leichte Munitionskolonne mit 5 Offizieren, 261 Unteroffizieren und Mannschaften, 25 sechsspännigen, zwei vierspännigem einem zweispännigen Wagen, zusammen 21 Reit- und 172 schwere Zugpferden. Damit nicht genug, war jedem Bataillon eine Munitionskolonnen-Abteilung zu 8 Fußartillerie-Munitionskolonnen beigegeben, jede dieser Kolonnen zu 2 Offizieren, 103 Unteroffizieren und Mannschaften und 20 vierspännigen Fahrzeugen (davon 17 Munitionswagen). Jeder Munitionswagen konnte 36 Schuss sFH-Munition tragen. Alles in allem errechnet sich also einschließlich Bataillonsstab und Munitionskolonnen-Abteilungsstab ein Gesamtsoll von 60 Offizieren, 2016 Unteroffizieren und Mannschaften, 1512 Pferden und 252 sonstigen Fahrzeugen, die erforderlich waren, um 16 Geschütze zu bedienen, bewegen und mit Munition zu versorgen (!).
Andererseits hat der Einsatz schwerer Feldhaubitzen sicher zu den Anfangserfolgen der deutschen Heere erheblich beigetragen: Die Truppen der Entente-Mächte waren aus Vorkriegs-Manövern sicher den Beschuss mit Feldgeschützen gewöhnt, indessen rissen die etwa 5 mal schwereren Granaten der schweren Feldhaubitzen erheblich größere Löcher, und es wird von panikartiger Flucht französischer und russischer Truppenteile berichtet, die überraschend mit Feuer aus schweren Feldhaubitzen überschüttet wurden. Auch die Abwehrerfolge in den Stellungsschlachten der Jahre von 1915 bis 1917 sind ohne den Einsatz schwerer Feldhaubitzen nicht denkbar, insbesondere, da dieses Geschütz während des ganzen Krieges in großer Menge an allen Fronten zu finden war.
Das Geschütz wurde im Laufe des Ersten Weltkrieges allmählich durch die Nachfolgemodelle, die 15-cm-schwere Feldhaubitze 13 und die 15-cm-lange schwere Feldhaubitze 13 ersetzt bzw. ergänzt, gleichwohl standen im Oktober 1918 noch 145 mit sFH 02 ausgestattete Batterien an der Front.
Da gemäß dem Versailler Vertrag Deutschland schwere Artillerie nicht besitzen durfte, wurden alle in Deutschland noch vorhandenen Geschütze 1919/20 verschrottet. Diese Verschrottungsaktion überlebten nur wenige Geschütze, die während des Ersten Weltkrieges von Truppen der Entente erbeutet, sodann als Trophäen gezeigt wurden und später in die Militärmuseen gelangten.

## Technische Beschreibung
Das Geschütz war eines der ersten im deutschen Heer mit Rohrrücklauf, die Lafette hatte aus Gründen der Gewichtsersparnis noch keinen Schutzschild. Da das Geschütz in Fahrstellung ein Gewicht von unter drei Tonnen hatte, konnte es in nur einer Last im sechsspännigen Zug gefahren werden. Grob gerichtet wurde es durch Bewegen des Lafettenschwanzes, eine Feinrichtung bis zu 2 Grad nach links oder rechts war über eine entsprechende Seitenrichtmaschine möglich. Die Geschützbedienung bestand aus einem Geschützführer und 5 Kanonieren, vom Munitionswagen der Gefechtsbatterie kamen weitere 3 Mann als Aushilfe hinzu.

## Munition
Neben den älteren Munitionsarten (Sprenggranate 83 und 88) gab es die Langgranate 96 zum Durchschlagen von Deckungen. Gegen lebende Ziele war die Granate 04 gedacht, die eine besonders hohe Splitterwirkung hatte. Kurz vor Ausbruch des Ersten Weltkrieges wurde eine verbesserte Variante, die Sprenggranate 12, eingeführt.

## Bewertung des Geschützes
Vergleichbare Geschütze in anderen Staaten gab es bei Einführung der sFH 02 eigentlich nicht:
- Frankreich hatte, beginnend ab 1904, 26 Batterien (=104 Geschütze) canon 155 C M 1904 T.R. der Firma Rimailho beschafft[10]. Es handelte sich um das Rohr der altehrwürdigen canon 155 C M 1881 von de Bange, das man mit einem Rohrrücklauf versehen und in eine neue Lafette gelegt hatte. Das Geschütz wog allerdings in Feuerstellung etwa eine Tonne mehr als die sFH 02 und war nur zweilastig zu fahren, seine Schussweite war mit etwa 6 km erheblich geringer als die der sFH 02[11]. Die Gesamtstückzahl gestattete auch nur den Gebrauch des Geschützes auf der Ebene der Armee, nicht des Korps.
- Russland erwarb 1910 von der Firma Schneider in Le Creuzot die Lizenz zum Bau der 152mm-Feldhaubitze M.1909. Bei den Putilow-Werken in St. Petersburg wurden 180 Stück bestellt, die 1912 und 1913 ausgeliefert wurden[12]. Weitere Geschütze dieses Typs entstanden im Ersten Weltkrieg. Dieses Geschütz, das sieben Jahre jünger war als die sFH 02, hatte bei gleichem Gewicht eine größere Höchstschussweite von 8,7 km und einen Schutzschild[13]. In seinen Leistungen war es daher mit der sFH 13 vergleichbar. Allerdings gestattete die geringe Zahl der beschafften Geschütze auch hier nur einen Einsatz auf Armee- und nicht auf Korpsebene.
- Das britische Heer beschaffte ab 1897 knapp 100 Stück der 6-Zoll-Haubitze Mk.I. Das Geschütz hatte noch keinen Rohrrücklauf und ursprünglich nur eine Schussweite von nur 4,8 km. Es wog in Feuerstellung rund 3,5 Tonnen, war daher im Pferdezug nur zweilastig zu bewegen[14]. Allerdings war dieses Geschütz weniger für den Feldgebrauch, sondern eher für Belagerungszwecke gedacht.